# Moiseevichia
Moiseevichia is een geslacht van wantsen uit de familie van de Miridae (Blindwantsen). Het geslacht werd voor het eerst wetenschappelijk beschreven door Schuh in 2006.

## Soorten
Het genus bevat de volgende soorten:

- Moiseevichia leyserae Schuh, 2006
- Moiseevichia pericarti Schuh, 2009